# Craigellachie (Écosse)
Pour les articles homonymes, voir Craigellachie.
Craigellachie (Creag Eileachaidh en gaélique écossais) est un petit village du Moray en Écosse, à la confluence du Spey et de la Fiddich à environ 2,5 km de la ville d’Aberlour.
Il est particulièrement connu pour son pont et ses distilleries, en particulier la distillerie de Macallan.